# Roman Wierzbicki
Roman Władysław Wierzbicki (ur. 25 lutego 1937 w Sadurkach, zm. 27 sierpnia 2015) – polski polityk, rolnik, działacz związkowy, poseł na Sejm I kadencji, senator VI kadencji.

## Życiorys
W 1971 ukończył studia w Wyższej Szkoły Rolniczej w Lublinie. Prowadził indywidualne gospodarstwo rolne. W latach 1989–1991 był wiceprzewodniczącym, następnie do 2006 przewodniczącym NSZZ Rolników Indywidualnych „Solidarność”. Od 1991 do 1993 był posłem I kadencji wybranym z listy Porozumienia Ludowego. W wyborach parlamentarnych w 1997 bez powodzenia kandydował do Sejmu z listy Ruchu Odbudowy Polski.
W latach 1998–2002 z ramienia Akcji Wyborczej Solidarność zasiadał w sejmiku lubelskim. Od 2003 stał na czele małej partii pod nazwą „Porozumienie Ludowo-Patriotyczne”. W wyborach parlamentarnych w 2005 uzyskał mandat senatora VI kadencji z listy Prawa i Sprawiedliwości w okręgu lubelskim. Pod koniec kadencji został senatorem niezrzeszonym. W 2007 nie ubiegał się o reelekcję, popierając w kampanii wyborczej Platformę Obywatelską. Później jego partia została wyrejestrowana. W wyborach w 2011 znalazł się na ostatnim miejscu listy kandydatów ugrupowania Polska Jest Najważniejsza do Sejmu w okręgu lubelskim.
Pochowany na cmentarzu parafialnym w Nałęczowie.

## Odznaczenia
W 2011, za wybitne zasługi w działalności na rzecz przemian demokratycznych w Polsce, został odznaczony przez prezydenta Bronisława Komorowskiego Krzyżem Kawalerskim Orderu Odrodzenia Polski.